# Beatová síň slávy
Beatová síň slávy je česká obdoba Rokenrolové síně slávy. Radio Beat tak oceňuje největší legendy české rockové hudby, které zásadním způsobem ovlivnily rockovou scénu. Nominace připravují hudební publicisté, o konečném zařazení do Beatové síně slávy rozhodují posluchači rádia svým hlasováním.

## Kategorie
Beatová síň slávy má čtyři kategorie
- osobnost
- osobnost in memoriam
- kapela
- píseň (od roku 2019)

## Uvedení
Do síně slávy byli uvedeni následující hudební skupiny, osobnosti a skladby:
| Rok  | Osobnost                  | Osobnost in memoriam | Kapela                             | Píseň                                           | Datum uvedení     |
| ---- | ------------------------- | -------------------- | ---------------------------------- | ----------------------------------------------- | ----------------- |
| 2004 | Vladimír Mišík            | Jiří Schelinger      | Blue Effect                        | —                                               | 16. květen 2004   |
| 2005 | Radim Hladík              | Milan Hlavsa         | Pražský výběr                      | —                                               |                   |
| 2006 | Michal Pavlíček           | Petr Kalandra        | Hudba Praha/Jasná Páka             | —                                               | 8. červen 2006    |
| 2007 | Michal Prokop             | Petr Novák           | Katapult                           | —                                               | 14. červen 2007   |
| 2008 | Aleš Brichta              | Miki Volek           | Arakain                            | —                                               | 20. květen 2008   |
| 2009 | Lou Fanánek Hagen         | Jiří Šindelář        | Visací zámek                       | —                                               | 16. červen 2009   |
| 2010 | Ota Petřina               | František Kotva      | Etc...                             | —                                               | 27. květen 2010   |
| 2011 | Jan Haubert               | Jan Ivan Wünsch      | Tři sestry                         | —                                               | 13. červen 2011   |
| 2012 | Roman Dragoun             | Vladimír Padrůněk    | The Plastic People of the Universe | —                                               | 17. květen 2012   |
| 2013 | Vladimír Guma Kulhánek    | Ivan Martin Jirous   | Flamengo                           | —                                               | 5. červen 2013    |
| 2014 | Tomáš Hajíček             | Vlado Čech           | Kabát                              | —                                               | 13. září 2014     |
| 2015 | Kamil Střihavka           | Petr Skoumal         | Stromboli                          | —                                               | 19. červen 2015   |
| 2016 | Martin Kraus              | Ota Petřina          | Progres 2                          | —                                               | 27. května 2016   |
| 2017 | Luboš Pospíšil            | Radim Hladík         | Framus Five                        | —                                               | 26. května 2017   |
| 2018 | Michal Ambrož             | Zdeněk Juračka       | Krucipüsk                          | —                                               | 26. května 2018   |
| 2019 | Jan Spálený               | Oldřich Veselý       | Olympic                            | „Čajovna“ (Blue Effect)                         | 24. května 2019   |
| 2020 | Pavel Váně                | Filip Topol          | Krausberry                         | „Traktor“ (Visací zámek)                        | 1. srpna 2020     |
| 2021 | Petr Janda                | Ivan Král            | Marsyas                            | „Planeta Hieronyma Bosche II“ (Progres 2)       | 24. července 2021 |
| 2022 | Oldřich Říha              | Luboš Andršt         | Synkopy 61                         | „Kolej Yesterday“ (Michal Prokop a Framus Five) | 21. května 2022   |
| 2023 | Jan Hrubý                 | Michal Ambrož        | Citron                             | „Kuře v hodinkách“ (Flamengo)                   | 27. května 2023   |
| 2024 | David Koller              | Richard Kybic        | Lucie a BSP                        | „Máma táta“ (Hudba Praha)                       | 25. května 2024   |
| 2025 | Jaroslav Olin Nejezchleba | Miroslav Imrich      | Precedens                          | „Tenhle vítr jsem měl rád“ (Luboš Pospíšil)     | 24. května 2025   |

## Vícenásobně uvedení
Do ročníku 2025 včetně.
| Jméno                     | První uvedení Rok Kategorie             | Druhé uvedení Rok Kategorie                    | Třetí uvedení Rok Kategorie             | Čtvrté uvedení Rok Kategorie | Páté uvedení Rok Kategorie  |
| ------------------------- | --------------------------------------- | ---------------------------------------------- | --------------------------------------- | ---------------------------- | --------------------------- |
| Vladimír Mišík            | Blue Effect 2004 kapela                 | Vladimír Mišík 2004 osobnost                   | Etc... 2010 kapela                      | Flamengo 2013 kapela         | Kuře v hodinkách 2023 píseň |
| Radim Hladík              | Blue Effect 2004 kapela                 | Radim Hladík 2005 osobnost                     | Radim Hladík 2017 osobnost in memoriam  | Čajovna 2019 píseň           |                             |
| Vlado Čech                | Blue Effect 2004 kapela                 | Vlado Čech 2014 osobnost in memoriam           | Čajovna 2019 píseň                      |                              |                             |
| Michal Pavlíček           | Pražský výběr 2005 kapela               | Michal Pavlíček 2006 osobnost                  | Stromboli 2015 kapela                   | BSP 2024 kapela              |                             |
| Aleš Brichta              | Arakain 2008 kapela                     | Aleš Brichta 2008 osobnost                     |                                         |                              |                             |
| Jiří Šindelář             | Katapult 2007 kapela                    | Jiří Šindelář 2009 osobnost in memoriam        |                                         |                              |                             |
| Jan Haubert               | Visací zámek 2009 kapela                | Jan Haubert 2011 osobnost                      | Traktor 2020 píseň                      |                              |                             |
| Lou Fanánek Hagen         | Lou Fanánek Hagen 2009 osobnost         | Tři sestry 2011 kapela                         |                                         |                              |                             |
| Jan Ivan Wünsch           | Hudba Praha/Jasná Páka 2006 kapela      | Jan Ivan Wünsch 2011 osobnost in memoriam      |                                         |                              |                             |
| Milan Hlavsa              | Milan Hlavsa 2005 osobnost in memoriam  | The Plastic People of the Universe 2012 kapela |                                         |                              |                             |
| Petr Novák                | Petr Novák 2007 osobnost in memoriam    | Flamengo 2013 kapela                           |                                         |                              |                             |
| Vladimír Padrůněk         | Etc... 2010 kapela                      | Vladimír Padrůněk 2013 osobnost in memoriam    |                                         |                              |                             |
| Vladimír Guma Kulhánek    | Etc... 2010 kapela                      | Vladimír Guma Kulhánek 2013 osobnost           | Flamengo 2013 kapela                    | Kuře v hodinkách 2023 píseň  |                             |
| Petr Skoumal              | Etc... 2010 kapela                      | Petr Skoumal 2015 osobnost in memoriam         | Kolej Yesterday 2022 píseň              |                              |                             |
| Roman Dragoun             | Roman Dragoun 2012 osobnost             | Stromboli 2015 kapela                          | Progres 2 2016 kapela                   |                              |                             |
| Ota Petřina               | Ota Petřina 2010 osobnost               | Ota Petřina 2016 osobnost in memoriam          |                                         |                              |                             |
| Luboš Pospíšil            | Blue Effect 2004 kapela                 | Luboš Pospíšil 2017 osobnost                   | Tenhle vítr jsem měl rád 2025 píseň     |                              |                             |
| Michal Prokop             | Michal Prokop 2007 osobnost             | Framus Five 2017 kapela                        | Kolej Yesterday 2022 píseň              |                              |                             |
| Jan Hrubý                 | Etc... 2010 kapela                      | Framus Five 2017 kapela                        | Kolej Yesterday 2022 píseň              | Jan Hrubý 2023 osobnost      |                             |
| Michal Ambrož             | Hudba Praha/Jasná Páka 2006 kapela      | Michal Ambrož 2018 osobnost                    | Michal Ambrož 2023 osobnost in memoriam | Máma, táta 2024 píseň        |                             |
| Tomáš Hajíček             | Tomáš Hajíček 2014 osobnost             | Krucipüsk 2018 kapela                          |                                         |                              |                             |
| Oldřich Veselý            | Blue Effect 2004 kapela                 | Oldřich Veselý 2019 osobnost in memoriam       | Synkopy 61 2022 kapela                  |                              |                             |
| Martin Kraus              | Martin Kraus 2016 osobnost              | Krausberry 2020 kapela                         |                                         |                              |                             |
| Pavel Váně                | Progres 2 2016 kapela                   | Pavel Váně 2020 osobnost                       | Planeta Hieronyma Bosche II 2021 píseň  |                              |                             |
| Petr Janda                | Olympic 2019 kapela                     | Petr Janda 2021 osobnost                       |                                         |                              |                             |
| Petr Kalandra             | Petr Kalandra 2006 osobnost in memoriam | Marsyas 2021 kapela                            |                                         |                              |                             |
| Luboš Andršt              | Framus Five 2017 kapela                 | Luboš Andršt 2022 osobnost in memoriam         | Kolej Yesterday 2022 píseň              |                              |                             |
| Oldřich Říha              | Katapult 2007 kapela                    | Oldřich Říha 2022 osobnost                     |                                         |                              |                             |
| Kamil Střihavka           | Kamil Střihavka 2015 osobnost           | BSP 2024 kapela                                |                                         |                              |                             |
| David Koller              | David Koller 2024 osobnost              | Lucie 2024 kapela                              |                                         |                              |                             |
| Jaroslav Olin Nejezchleba | Etc... 2010 Kapela                      | Jaroslav Olin Nejezchleba 2025 osobnost        |                                         |                              |                             |